# 聲嘶力竭
聲嘶力竭是美波的第1張單曲，於2019年1月30日由FlyingDog發行。歌曲由美波作詞和作曲。本曲亦為電視動畫《家有女友》的片頭曲。

## 概要
單曲分為「通常盤」與「動畫盤」兩種版本發行，兩者的第4首歌曲不同。由於總計共收錄5首歌曲，因此在Oricon排行榜上，實體CD被歸類為單曲，數位版則被歸類為專輯。在2019年2月11日的Oricon週榜中，該單曲首週銷量達到6000張，並獲得週榜第14名。

## 收錄曲
| 通常盤   | 通常盤     | 通常盤 |
| 曲序     | 曲目       | 时长   |
| -------- | ---------- | ------ |
| 1.       | 聲嘶力竭   | 4:11   |
| 2.       | main actor | 5:31   |
| 3.       |            | 5:02   |
| 4.       |            | 5:17   |
| 总时长： | 总时长：   | 20:01  |

| 動畫盤   | 動畫盤     | 動畫盤 |
| 曲序     | 曲目       | 时长   |
| -------- | ---------- | ------ |
| 1.       | 聲嘶力竭   | 4:11   |
| 2.       | main actor | 5:31   |
| 3.       |            | 5:02   |
| 4.       | Prologue   | 5:30   |
| 总时长： | 总时长：   | 20:14  |